# Donacosa
Donacosa is een geslacht van spinnen uit de familie wolfspinnen (Lycosidae).

## Soorten
De volgende soorten zijn bij het geslacht ingedeeld:
- Donacosa merlini Alderweireldt & Jocqué, 1991